# Saat-e Khosh
Saat-e Khosh (en persan:  ساعت خوش, «Joyeuse heure») est une série télévisée humoristique iranienne. Elle est la première série télévisée avec une nouvelle approche en humour diffusée par IRIB.

## Fiches techniques
- Genre : Comédie
- Réalisation : Mehran Modiri
- Diffusé par : IRIB
- Nombre d'épisodes :
- Année de production : 1994 ou 1995

## Distribution
- Mehran Modiri
- Reza Attaran
- Davoud Assadi
- Reza Shafiei Jam
- Nassrolah Radesh
- Nader Soleimani
- Hossein Rafiei